# Prednisolon
Prednisolon (1,2-Dehydrocortisol, auch Metacortandralon oder Deltahydrocortison) ist ein synthetisches Glucocorticoid. Seine Struktur ähnelt stark einem körpereigenen Steroidhormon der Nebennierenrinde, dem Cortisol, allerdings ist eine weitere C=C-Doppelbindung in den A-Ring eingefügt worden.

## Geschichte
Das Hydroxyketon wurde von  Wissenschaftlern der Chemical Research and Development Division der Schering Corporation in den USA (späterer Firmenname Schering-Plough) durch Reduktion  von Prednison gewonnen, zunächst durch Reduktion des Bis-3,20-Semicarbazons mit Kaliumborhydrid, dann durch eine enzymatisch-mikrobiologische Reaktion.
Der Mikrobiologe Arthur Nobile verwendete dafür Kulturen von Corynebacterium simplex und anderen Mikroorganismen, was für die industrielle Produktion entscheidend war.

## Physikalische Eigenschaften
Prednisolon ist eine feste kristalline Substanz, die in zwei polymorphen Formen und einer Hydratform auftritt. Das kommerzielle Produkt schmilzt bei 239 °C mit einer Schmelzenthalpie von 33,1 kJ·mol−1. Das zweite Polymorph zeigt einen Schmelzpunkt bei 243 °C mit einer Schmelzenthalpie von 23,7 kJ·mol−1. Beide Kristallformen stehen somit enantiotrop zueinander, wobei das tiefer schmelzende Polymorph die bei Raumtemperatur thermodynamisch stabilere Form darstellt. Die Hydratform besitzt eine 1,5-Stöchiometrie und kann aus Methanol-Wasser-Gemischen kristallisiert werden. Die Hydratwasserabgabe erfolgt bereits ab 30 °C unter Bildung der höher schmelzenden Kristallform. Alle drei Kristallformen zeigen eine unterschiedliche Löslichkeit.
Neben den beiden C=C-Doppelbindungen enthält das Molekül zwei Carbonylgruppen und drei Hydroxygruppen, ist also ein Hydroxyketon (11β,17α,21-Trihydroxy-1,4-pregnadien-3,20-dion). 

## Wirkung
Prednisolon besitzt eine ausgeprägte immunsuppressive, stark entzündungshemmende und antiallergische Wirkung. Es ist ein aktiver Metabolit des Prednisons.
Die Substanz galt lange als Wirkstoff der Wahl für systemische antiinflammatorische und immunsuppressive Effekte. Prednisolon kann sich in die Membran von Zellen einlagern und diese so stabilisieren, was eine geringere Beweglichkeit von Immunzellen zur Folge hat.

## Anwendungsgebiete
Seit 1957 wird Prednisolon als „Solu-Decortin H“ von Merck in Deutschland vermarktet.
Der Wirkstoff wird sowohl in freier Form als auch als Prednisolonacetat überall dort eingesetzt, wo es gilt, akute Entzündungsreaktionen zu unterdrücken. Dazu gehören unter anderem: Schock/anaphylaktischer Schock, schwere Verlaufsformen allergischer Reaktionen, beispielsweise nach Wespenstich, Hirnödem, Meningitis, nach neurochirurgischen Operationen, Transplantationen (bei Gefahr der Organabstoßung), Inhalation toxischer Substanzen (wie z. B. Chlorgas), Pseudokrupp, schweren Infektionskrankheiten oder bei akuten Verschlechterungen der chronisch obstruktiven Lungenerkrankung (COPD) und bei schwerem Asthma Stufe 4, bei rheumatoiden Erkrankungen, entzündlichen Augenerkrankungen, chronisch-entzündlichen Darmerkrankungen, Multipler Sklerose und Autoimmunerkrankungen, Hautkrankheiten (insbesondere Neurodermitis).
Bei durch Immunkrankheiten ausgelösten Herzbeutelentzündungen können Wirkstoffe auf der Basis von Glucocorticoiden verabreicht werden.
Ein weiteres Anwendungsgebiet von Prednisolon ist die vorbeugende Behandlung bei Cluster-Kopfschmerz.
Neben der Ausgangsverbindung gibt es eine Reihe von Estern (siehe Tabelle unten), von denen – auch in Form ihrer wasserlöslichen Salze – pharmazeutisch vor allem das oben erwähnte Acetat, das Sulfobenzoat-Natrium, das Succinat-Natrium, das Dihydrogenphosphat oder das Pivalat der Verbindung ebenfalls zum Einsatz kommen. Sie entsprechen in ihren pharmakologischen Eigenschaften dem Prednisolon. So werden zum Beispiel zur intravenösen Gabe das Hemisuccinat und Dinatriumphosphat  eingesetzt, welche im Körper  in Minuten die Ausgangsverbindung freisetzen. Der in Wasser praktisch unlösliche Ester Prednisolonacetat kommt in Zubereitungen zur äußerlichen Anwendung oder als Kristallsuspension für die intraartikuläre oder intrafokale Gabe zur Anwendung.

## Nebenwirkungen
Prednisolon hat zahlreiche Nebenwirkungen, die auch gefährlich sein können (siehe hierzu auch Glucocorticoide#Nebenwirkungen). So resultiert aus der immunsuppressiven Wirkung eine erhöhte Infektanfälligkeit des betroffenen Patienten. Bei längerer Einnahme führt ein kataboler Effekt zu Schäden am Knochenbau (Osteopenie bzw. Osteoporose) und einem iatrogenen (durch ärztliche Therapie verursachten) Cushing-Syndrom. Es kann auch zur Entstehung eines Diabetes mellitus kommen.
Bei Beendigung einer länger dauernden Therapie mit Prednisolon oder anderen Steroiden kann es erforderlich sein, die tägliche Dosis langsam zu reduzieren, was als „Ausschleichen“ bezeichnet wird. Erfolgt dies nicht, kann es zum akuten Steroid-Entzugssyndrom kommen, welches einer Nebennierenrindeninsuffizienz ähnlich ist. Blutspiegelbestimmungen des spontanen morgendlichen Kortisolwerts (der über 500 nmol/l betragen sollte) sofort nach Ende der Prednisolontherapie können helfen, das zu vermeiden.

## Äquivalenzdosen
Die relative entzündungshemmende Äquivalenzdosis anderer Präparate, welche beachtet werden muss, wenn Prednisolon die Einnahme eines anderen Glukokortikoids ersetzen soll, lässt sich aus der folgenden Gleichung ablesen:
5 mg Prednisolon = 5 mg Prednison = 0,7 mg Dexamethason = 4 mg Triamcinolon = 4 mg Methylprednisolon = 20 mg Hydrocortison = 25 mg Cortison.

## Handelsnamen
- Monopräparate:   Aprednislon (A), Decortin H (D), Dermosolon (D), Dontisolon (D), Hefasolon (D), Hexacorton (CH), Infectocortikrupp (D), Inflanefran (D), Klismacort (D), Kuehlprednon (A), Linola H (D), Lygal Tinktur (D), Prednisolon (D), Prednisolut (D), Premandol (CH), Solu-Decortin H (D), Solu-Dacortin (A), Spiricort (CH), Ultracortenol (D, A, CH), Prednison 5 léčiva (CZ, SK), zahlreiche Generika (D, A, CH)
- Kombinationspräparate:  Alpicort (D, A, CH), Aquapred (D), Bismolan-H Corti (D), Blephamide (D, CH), Imacort (CH), Imazol comp (D), Inflanegent (D), Leioderm P (D), Linoladiol H (D), Locaseptil (CH), Mycinopred (CH), Oxytetracyclin-Prednisolon (D), Scheriproct (A, CH)

## Regulierung
Über den Safe Drinking Water and Toxic Enforcement Act of 1986 besteht in Kalifornien seit dem 20. August 1999 eine Kennzeichnungspflicht für Produkte, die die Handelsform Prednisolon-Natriumphosphat enthalten.

## Prednisolon-Ester
Prednisolon-Ester sind überwiegend an der Hydroxygruppe am C-21, seltener an der Hydroxygruppe am C-17 der Prednisolons, verestert. Einige bilden Salze. 
Offizinell sind (Stand 2025) Prednisolon, Prednisolonacetat, Prednisolondinatriumphosphat und Prednisolonpivalat.

Prednisolon Sehr schwer wasserlöslich
Prednisolonacetat Praktisch unlöslich in Wasser
Prednisolondinatriumphosphat Leicht wasserlöslich
Prednisolonsulfobenzoat-Natrium Leicht wasserlöslich

| Name(n)                                                                                        | Verweis  | Summenformel            | Molmasse (g·mol−1) |
| ---------------------------------------------------------------------------------------------- | -------- | ----------------------- | ------------------ |
| Natrium(prednisolon-21-hydrogenphosphat)                                                       | [ S 2 ]  | C21H28NaO8P             | 462,41             |
| Prednisolonsuccinat-Natrium, Natrium(prednisolon-21-succinat)                                  | [ S 3 ]  | C25H31NaO8              | 482,50             |
| Natrium(prednisolon-21-sulfat)                                                                 | [ S 4 ]  | C21H27NaO8S             | 462,49             |
| Prednisolon-17-ethylcarbonat                                                                   | [ S 5 ]  | C24H32O7                | 432,51             |
| Prednisolon-21-(3-sulfobenzoat), Prednisolonmetazoat                                           | [ S 6 ]  | C28H32O9S               | 544,61             |
| Prednisolonsulfobenzoat-Natrium, Prednisolon-21-(3-sulfobenzoat)-Natrium                       | [ S 7 ]  | C28H31NaO9S             | 566,60             |
| Prednisolon-21-acetat-17-ethylcarbonat                                                         | [ S 8 ]  | C26H34O8                | 474,54             |
| Prednisolon-21-acetat-17-pentanoat, Prednisolon-21-acetat-17-valerat, Prednisolonvaleratacetat | [ S 9 ]  | C28H38O7                | 486,60             |
| Prednisolondihydrogenphosphat, Prednisolon-21-dihydrogenphosphat                               | [ S 10 ] | C21H29O8P               | 440,42             |
| Prednisolon-21-ethylcarbonat                                                                   | [ S 11 ] | C24H32O7                | 432,51             |
| Prednisolon-21-hexanoat, Prednisoloncaproat                                                    | [ S 12 ] | C27H38O6                | 458,59             |
| Prednisolonhemisuccinat, Prednisolon-21-hydrogensuccinat                                       | [ S 13 ] | C25H32O8                | 460,52             |
| Prednisolon-21-hydrogensuccinat-Perphenazin (1:1), (Prednazat)                                 | [ S 14 ] | C25H32O8 · C21H26ClN3OS | 864,49             |
| Prednisolon-21-propionat                                                                       | [ S 15 ] | C24H32O6                | 416,51             |
| Prednisolontebutat, Prednisolon-21-tert-butylacetat                                            | [ S 16 ] | C27H38O6                | 458,59             |
| Prednisolonacetat, Prednisolon-21-acetat                                                       | [ S 17 ] | C23H30O6                | 400,46             |
| Prednisolon-11,21-diacetat                                                                     | [ S 18 ] | C25H32O7                | 444,52             |
| Prednisolondinatriumphosphat, Prednisolondihydrogenphosphat-Dinatrium                          | [ S 19 ] | C21H27Na2O8P            | 484,39             |
| Prednisolonpivalat, Prednisolon-21-pivalat                                                     | [ S 20 ] | C26H36O6                | 444,56             |
| Prednisolamat, Prednisolon-21-N,N-diethylglycinat                                              | [ S 21 ] | C27H39NO6               | 473,60             |
| Prednisolamathydrochlorid                                                                      | [ S 22 ] | C27H40ClNO6             | 510,06             |
| Prednisolonpalmitat, Prednisolon-21-palmitat                                                   | [ S 23 ] | C37H58O6                | 598,85             |
| Prednisolonsteaglat, Prednisolon-21-stearoylglycolat                                           | [ S 24 ] | C41H64O8                | 684,94             |

## Externe Links zu Prednisolon-Abkömmlingen
1. ↑  Externe Identifikatoren von bzw. Datenbank-Links zu Prednisolon-Sesquihydrat:  CAS-Nr.: 52438-85-4, EG-Nr.: 682-321-1, ECHA-InfoCard: 100.207.514, PubChem: 56838871, ChemSpider: 34984543, Wikidata: Q27259216.
2. ↑  Externe Identifikatoren von bzw. Datenbank-Links zu Natrium(prednisolon-21-hydrogenphosphat):  CAS-Nr.: 2681-16-5, EG-Nr.: 220-238-0, ECHA-InfoCard: 100.018.398, PubChem: 23683013, ChemSpider: 32702365, Wikidata: Q27259444.
3. ↑  Externe Identifikatoren von bzw. Datenbank-Links zu Prednisolonsuccinat-Natrium:  CAS-Nr.: 1715-33-9, EG-Nr.: 216-995-1, ECHA-InfoCard: 100.015.450, PubChem: 23680518, ChemSpider: 391985, Wikidata: Q27269293.
4. ↑  Externe Identifikatoren von bzw. Datenbank-Links zu Natrium(prednisolon-21-sulfat):  CAS-Nr.: 3664-95-7, PubChem: 23690071, Wikidata: Q82938374.
5. ↑  Externe Identifikatoren von bzw. Datenbank-Links zu Prednisolon-17-ethylcarbonat:  CAS-Nr.: 104286-02-4, EG-Nr.: 600-552-8, ECHA-InfoCard: 100.114.200, PubChem: 128526, ChemSpider: 113917, Wikidata: Q27260697.
6. ↑  Externe Identifikatoren von bzw. Datenbank-Links zu Prednisolonsulfobenzoat:  CAS-Nr.: 3694-41-5, PubChem: 181625, Wikidata: Q76084509.
7. ↑  Externe Identifikatoren von bzw. Datenbank-Links zu Prednisolonsulfobenzoat-Natrium:  CAS-Nr.: 630-67-1, EG-Nr.: 211-141-4, ECHA-InfoCard: 100.010.130, PubChem: 23675004, ChemSpider: 16736556, Wikidata: Q27276033.
8. ↑  Externe Identifikatoren von bzw. Datenbank-Links zu Prednisolon-21-acetat-17-ethylcarbonat:  CAS-Nr.: 671225-23-3, PubChem: 131668468, ChemSpider: 48063931, Wikidata: Q132473199.
9. ↑  Externe Identifikatoren von bzw. Datenbank-Links zu Prednisolonvaleratacetat:  CAS-Nr.: 72064-79-0, EG-Nr.: 276-312-8, ECHA-InfoCard: 100.069.354, PubChem: 5284612, ChemSpider: 4447657, Wikidata: Q27254822.
10. ↑  Externe Identifikatoren von bzw. Datenbank-Links zu Prednisolonphosphat:  CAS-Nr.: 302-25-0, EG-Nr.: 206-120-1, ECHA-InfoCard: 100.005.565, PubChem: 72078, ChemSpider: 65064, DrugBank: DB14631, Wikidata: Q27266327.
11. ↑  Externe Identifikatoren von bzw. Datenbank-Links zu Prednisolon-21-ethylcarbonat:  CAS-Nr.: 2205-88-1, PubChem: 10002923, Wikidata: Q132473241.
12. ↑  Externe Identifikatoren von bzw. Datenbank-Links zu Prednisoloncaproat:  CAS-Nr.: 69164-69-8, EG-Nr.: 273-898-7, ECHA-InfoCard: 100.067.161, PubChem: 155202, ChemSpider: 136723, DrugBank: DB15999, Wikidata: Q27237066.
13. ↑  Externe Identifikatoren von bzw. Datenbank-Links zu Prednisolonhydrogensuccinat:  CAS-Nr.: 2920-86-7, EG-Nr.: 220-861-8, ECHA-InfoCard: 100.018.966, PubChem: 656804, ChemSpider: 571099, DrugBank: DB14633, Wikidata: Q27278862.
14. ↑  Externe Identifikatoren von bzw. Datenbank-Links zu Prednazat:  CAS-Nr.: 5714-75-0, PubChem: 10010848, ChemSpider: 8186427, Wikidata: Q27265911.
15. ↑  Externe Identifikatoren von bzw. Datenbank-Links zu Prednisolon-21-propionat:  CAS-Nr.: 5740-62-5, PubChem: 10047529, ChemSpider: 8223092, Wikidata: Q27291787.
16. ↑  Externe Identifikatoren von bzw. Datenbank-Links zu Prednisolon-21-tert-butylacetat:  CAS-Nr.: 7681-14-3, EG-Nr.: 231-661-5, ECHA-InfoCard: 100.028.783, PubChem: 93055, ChemSpider: 84007, DrugBank: DB14632, Wikidata: Q27108064.
17. ↑  Externe Identifikatoren von bzw. Datenbank-Links zu Prednisolonacetat:  CAS-Nr.: 52-21-1, EG-Nr.: 200-134-1, ECHA-InfoCard: 100.000.123, PubChem: 5834, ChemSpider: 5629, DrugBank: DB15566, Wikidata: Q27108063.
18. ↑  Externe Identifikatoren von bzw. Datenbank-Links zu Prednisolon-11,21-diacetat:  CAS-Nr.: 98523-85-4, PubChem: 14885135, ChemSpider: 22875498, Wikidata: Q132473349.
19. ↑  Externe Identifikatoren von bzw. Datenbank-Links zu Prednisolon-Natriumphosphat:  CAS-Nr.: 125-02-0, EG-Nr.: 204-722-9, ECHA-InfoCard: 100.004.294, PubChem: 441409, ChemSpider: 390145, Wikidata: Q27280910.
20. ↑  Externe Identifikatoren von bzw. Datenbank-Links zu Prednisolontrimethylacetat:  CAS-Nr.: 1107-99-9, EG-Nr.: 214-172-1, ECHA-InfoCard: 100.012.884, PubChem: 10095005, ChemSpider: 8270541, Wikidata: Q27253881.
21. ↑  Externe Identifikatoren von bzw. Datenbank-Links zu Prednisolamat:  CAS-Nr.: 5626-34-6, EG-Nr.: 227-064-4, ECHA-InfoCard: 100.024.605, PubChem: 20055007, ChemSpider: 16735978, Wikidata: Q27292211.
22. ↑  Externe Identifikatoren von bzw. Datenbank-Links zu Prednisolamathydrochlorid:  CAS-Nr.: 17140-01-1, PubChem: 24181947, ChemSpider: 32700095, Wikidata: Q27282300.
23. ↑  Externe Identifikatoren von bzw. Datenbank-Links zu Prednisolonpalmitat:  CAS-Nr.: 54267-10-6, EG-Nr.: 259-051-4, ECHA-InfoCard: 100.053.666, PubChem: 3085060, ChemSpider: 2342036, Wikidata: Q27292196.
24. ↑  Externe Identifikatoren von bzw. Datenbank-Links zu Prednisolonsteaglat:  CAS-Nr.: 5060-55-9, EG-Nr.: 225-763-9, ECHA-InfoCard: 100.023.422, PubChem: 71206, ChemSpider: 64342, Wikidata: Q27285934.